# Gran Premio de Lugano 2016
La 70.ª edición del Gran Premio de Lugano (oficialmente: Gran Premio Città di Lugano), se disputó el domingo 28 de febrero de 2016 sobre un recorrido de 184,9 km por Suiza con inicio y final en la ciudad de Lugano.
La prueba perteneció al UCI Europe Tour 2016 de los Circuitos Continentales UCI, dentro de la categoría 1.HC.
El ganador final fue Sonny Colbrelli que se impuso en el sprint del grupo cabecero a Diego Ulissi.

## Equipos participantes
Participaron 15 equipos, 3 ProTeam, 8 Profesionales Continentales y 4 Continentales. Formando así un pelotón de 120 ciclistas, con 8 corredores cada equipo, de los que acabaron 452. Los equipos participantes fueron:
| Equipo                           | Cód. UCI | Categoría               |
| -------------------------------- | -------- | ----------------------- |
| Lampre-Merida                    | LAM      | UCI ProTeam             |
| IAM Cycling                      | IAM      | UCI ProTeam             |
| Dimension Data                   | DDD      | UCI ProTeam             |
| Androni Giocattoli-Sidermec      | AND      | Profesional Continental |
| Bardiani CSF                     | BAR      | Profesional Continental |
| Nippo-Vini Fantini               | NIP      | Profesional Continental |
| Gazprom-RusVelo                  | GAZ      | Profesional Continental |
| Novo Nordisk                     | TNN      | Profesional Continental |
| Verva ActiveJet Pro Cycling Team | VAT      | Profesional Continental |
| Stölting Service Group           | SSG      | Profesional Continental |
| Team Roth                        | ROT      | Profesional Continental |
| Unieuro Wilier Trevigiani        | UNI      | Continental             |
| Amore & Vita-Selle SMP           | AMO      | Continental             |
| Christina Jewelry Pro Cycling    | SGT      | Continental             |
| D'Amico-Bottecchia               | AZT      | Continental             |

## Clasificación final
La clasificación final de la carrera fue:
| \| Posición \| Ciclista \| Equipo \| Tiempo \| \| -------- \| ------------------- \| ------------------ \| -------------- \| \| 1 \| Sonny Colbrelli \| Bardiani CSF \| 5 h 2 min 07 s \| \| 2.º \| Diego Ulissi \| Lampre-Merida \| m.t. \| \| 3.º \| Roberto Ferrari \| Lampre-Merida \| m.t. \| \| 4.º \| Andrey Solomennikov \| Gazprom-RusVelo \| m.t. \| \| 5.º \| Jarlinson Pantano \| IAM \| a 4 s \| \| 6.º \| Damiano Cunego \| Nippo-Vini Fantini \| a 4 s \| \| 7.º \| Omar Fraile \| Dimension Data \| a 7 s \| \| 8.º \| Simone Andreetta \| Bardiani CSF \| a 38 s \| \| 9.º \| Igor Antón \| Dimension Data \| a 38 s \| \| 10.º \| Roman Maikin \| Gazprom-RusVelo \| a 1 min 2 s \| |                     |                    |                |
| Posición | Ciclista            | Equipo             | Tiempo         |
| 1 | Sonny Colbrelli     | Bardiani CSF       | 5 h 2 min 07 s |
| 2.º | Diego Ulissi        | Lampre-Merida      | m.t.           |
| 3.º | Roberto Ferrari     | Lampre-Merida      | m.t.           |
| 4.º | Andrey Solomennikov | Gazprom-RusVelo    | m.t.           |
| 5.º | Jarlinson Pantano   | IAM                | a 4 s          |
| 6.º | Damiano Cunego      | Nippo-Vini Fantini | a 4 s          |
| 7.º | Omar Fraile         | Dimension Data     | a 7 s          |
| 8.º | Simone Andreetta    | Bardiani CSF       | a 38 s         |
| 9.º | Igor Antón          | Dimension Data     | a 38 s         |
| 10.º | Roman Maikin        | Gazprom-RusVelo    | a 1 min 2 s    |